# Гелепху (аэропорт)
Аэропорт Гелепху (ИАТА: GLU, ИКАО: VQGP) — местный аэропорт в двух километрах к северу от города Гелепху. Четвёртый аэропорт в Королевстве Бутан. Аэропорт находится около индийской границы в окрестности города Гелепху округа Сарпанг. Аэропорт объявлен как местный, однако предполагается сделать его международным путём договорённости с Индией.

## Развитие проекта
Первоначально аэропорт задумывался как международный, включённый в индийскую сеть воздушных сообщений. Однако работы по подготовке строительства в 2007 году притормозились. Причиной послужила незаинтересованность Индии в новом аэропорте из-за достаточно развитой внутренней сети (включающей аэропорты Гувахати, Тезпур и Кокраджхар), и поэтому возникли сомнения в окупаемости проекта.
В 2008 году было принято решение строить местный аэропорт вместо международного.
В 2009 году проект был готов и утверждён. В марте 2010 участок был размечен и подготовлен к началу строительства. После ряда трудностей работы удалось начать в июле 2011 года. Завершение строительства планировалось к апрелю 2012 года.

## Открытие аэропорта
Торжественное открытие и освящение аэропорта состоялось 25 октября 2012 года, на церемонии присутствовало более 1880 человек. Но запуск регулярных рейсов был отложен на пять лет из-за отсутствия сертификации Управлением гражданской авиации Бутана и из-за проблем с финансированием. В январе 2015 года Департамент гражданской авиации сообщил газете Куэнсель, что аэропорт закрыт для регулярных рейсов из-за необходимости строительства нового здания аэровокзала и диспетчерской вышки. Несмотря на это, сообщалось, что Drukair не знал о повторном открытии аэропорта и заявил, что не будет запускать коммерческие рейсы, пока не изучит рыночные условия, чтобы убедиться, что регулярные операции будут выгодны. После непродолжительного периода полетов в 2015 г, которые оказались нерентабельными, в ноябре 2017 г. полеты возобновились при финансовой поддержке Королевского правительства Бутана.